# Kunuk Platou
Kunuk Platou (* 20. März 1964 in Kangaamiut) ist ein grönländischer Filmproduzent und Zeichner.

## Leben
Kunuk Platou wurde in Kangaamiut als Sohn eines Pastors geboren und wuchs in vielen Orten Grönlands auf, in denen sein Vater arbeitete. Von 1986 bis 1988 besuchte er die Kunstschule in Nuuk. Anschließend studierte er drei Jahre an der Dänischen Designschule der Königlich Dänischen Kunstakademie, bevor er von 1996 bis 2000 Den Danske Filmskole besuchte.
Schon in jungem Alter zeichnete er Karikaturen und Zeitungscomics. 1987 begann er als Illustrator für die Atuagagdliutit zu arbeiten. Kurz darauf veröffentlichte er die beiden Comichefte Siarsuk (zwei Ausgaben). Von 1989 bis 1992 und von 1994 bis 1996 arbeitete er bei der Filmproduktionsfirma Inuk Media. 1998 war er Drehbuchautor des Kurzfilms Sinilluarit von Inuk Silis-Høegh. 2002 schuf er den Film Nanoq als Abschluss seines Studiums. 2002 produzierte er den Zeichentrickfilm Ballerina. Im selben Jahr war er für die Tontechnik des Dokumentarfilms Inuk Woman City Blues zuständig. Darüber hinaus illustrierte er 2002 und 2003 Briefmarken für POST Greenland. Von 2004 bis 2005 arbeitete er im Kulturhaus Sermermiut in Ilulissat. Von 2005 bis 2007 war er als Grafiker bei Kalaallit Nunaata Radioa angestellt. Seit 2003 hat er eine eigene Werbefirma. Kunuk Platou hat mehrere Bücher illustriert.

## Filmografie
- 1998: Sinilluarit (Drehbuch)
- 2000: Nanoq (Produzent)
- 2002: Ballerina (Produzent)

## Illustrationen
- 1986: Mamarpa von Hans Anthon Lynge
- 1987: Siarsuk 1 (Eigenwerk)
- 1988: Taallat niviugak aalakoortoq allallu von Mariane Petersen
- 1989: Siarsuk 2 (Eigenwerk)
- 1989: Qungujugit von Svend Møller
- 2001: Naqitanik misissueqqissaarneq von Else Kleist
- 2004: Kiitup aanani ikiorpaa von Anna Lisa Kreutzmann
- 2004: Saamu Kiitulu tammaarput von Anna Lisa Kreutzmann
- 2004: Allaasakkat von Abia Abelsen